# クラレンス・ジョーンズ (野球)
クラレンス・ウッドロー・ジョーンズ（Clarence Woodrow Jones , 1941年11月7日 - ）は、アメリカ合衆国オハイオ州出身の元プロ野球選手（内野手、外野手）。
愛称は"ビッグ・C"。南海時代に野村克也監督からは「Cさん」とも呼ばれていた。
息子はアメリカのテレビドラマ等で活躍する俳優のリチャード・T・ジョーンズ。南海在籍中の1972年1月16日に神戸の病院で出生している。

## 経歴
1959年にフィラデルフィア・フィリーズと契約。長いマイナーリーグ生活を経て、1967年にシカゴ・カブスでメジャー初昇格。
1970年に南海ホークスに入団した。以来4年連続30本塁打を記録するなど、南海の主砲として活躍し、1972年には自身最高打率となる.292を記録。
1973年のリーグ優勝に貢献する。オフに一塁手としてダイヤモンドグラブ賞を受賞した。しかし打率の低さと三振の多さがネックとなって自由契約となった。
1974年に近鉄バファローズに移籍。
近鉄移籍1年目には38本塁打を放ち、初の本塁打王のタイトル獲得。これが2リーグ分立後初の外国人選手による本塁打王となった。なお、同年の打率.226はパ・リーグの規定打席に到達した打者の中では最下位である（1987年に広島のリック・ランス、2011年にヤクルトのウラディミール・バレンティンも「本塁打王で打率最下位」を記録している）。また、規定打席に到達しながら安打数より四球数が多いという、2リーグ分立後には他に王貞治（4回）とアンドリュー・ジョーンズの2人が達成しているのみの珍記録も達成している。
1975年には主に4番・指名打者として出場し、チーム初の半期優勝（後期優勝）に貢献。
1976年からは再び一塁手としての出場がメインとなり、36本塁打を放ち、二度目の本塁打王のタイトルを獲得した。
1977年は打率1割台と低迷し、本塁打数も11本に終わった。同年オフに自由契約となった。通算246本塁打はレロン・リーに抜かれるまでの約10年間、NPBにおける外国人選手の通算本塁打数最多記録だった。
1978年にメキシカンリーグのアグアスカリエンテス・レイルロードメンで1年間プレーし、現役を引退した。
引退・帰国後は1989年から1998年までアトランタ・ブレーブスで打撃コーチを務め、デビッド・ジャスティス、チッパー・ジョーンズを育てた。
1999年から2001年にはクリーブランド・インディアンスの打撃コーチを務めた。

## 詳細情報

### 年度別打撃成績
| 年 度    | 球 団    | 試 合 | 打 席 | 打 数 | 得 点 | 安 打 | 二 塁 打 | 三 塁 打 | 本 塁 打 | 塁 打 | 打 点 | 盗 塁 | 盗 塁 死 | 犠 打 | 犠 飛 | 四 球 | 敬 遠 | 死 球 | 三 振 | 併 殺 打 | 打 率 | 出 塁 率 | 長 打 率 | O P S |
| -------- | -------- | ----- | ----- | ----- | ----- | ----- | -------- | -------- | -------- | ----- | ----- | ----- | -------- | ----- | ----- | ----- | ----- | ----- | ----- | -------- | ----- | -------- | -------- | ----- |
| 1967     | CHC      | 53    | 155   | 135   | 13    | 34    | 7        | 0        | 2        | 47    | 16    | 0     | 0        | 2     | 4     | 14    | 3     | 0     | 33    | 2        | .252  | .314     | .348     | .662  |
| 1968     | CHC      | 5     | 4     | 2     | 0     | 0     | 0        | 0        | 0        | 0     | 0     | 0     | 0        | 0     | 0     | 2     | 0     | 0     | 1     | 0        | .000  | .500     | .000     | .500  |
| 1970     | 南海     | 128   | 528   | 443   | 69    | 108   | 16       | 0        | 33       | 223   | 88    | 9     | 2        | 0     | 4     | 78    | 6     | 3     | 102   | 15       | .244  | .358     | .503     | .861  |
| 1971     | 南海     | 125   | 488   | 412   | 62    | 95    | 11       | 0        | 35       | 211   | 73    | 4     | 3        | 0     | 5     | 64    | 4     | 7     | 94    | 9        | .231  | .340     | .512     | .852  |
| 1972     | 南海     | 126   | 510   | 452   | 65    | 132   | 19       | 1        | 32       | 249   | 70    | 4     | 2        | 0     | 3     | 51    | 7     | 4     | 82    | 7        | .292  | .367     | .551     | .918  |
| 1973     | 南海     | 126   | 503   | 410   | 75    | 100   | 9        | 0        | 32       | 205   | 76    | 1     | 0        | 0     | 3     | 87    | 2     | 3     | 93    | 11       | .244  | .378     | .500     | .878  |
| 1974     | 近鉄     | 130   | 515   | 411   | 66    | 93    | 12       | 1        | 38       | 221   | 90    | 5     | 1        | 0     | 5     | 96    | 9     | 3     | 112   | 7        | .226  | .373     | .538     | .911  |
| 1975     | 近鉄     | 130   | 528   | 429   | 54    | 98    | 12       | 0        | 29       | 197   | 73    | 3     | 1        | 0     | 7     | 88    | 11    | 4     | 98    | 7        | .228  | .360     | .459     | .819  |
| 1976     | 近鉄     | 114   | 449   | 377   | 54    | 92    | 12       | 1        | 36       | 214   | 68    | 0     | 1        | 0     | 4     | 64    | 7     | 4     | 87    | 3        | .244  | .356     | .568     | .924  |
| 1977     | 近鉄     | 82    | 289   | 248   | 30    | 44    | 8        | 1        | 11       | 87    | 24    | 0     | 3        | 0     | 1     | 37    | 1     | 3     | 51    | 2        | .177  | .291     | .351     | .641  |
| MLB：2年 | MLB：2年 | 58    | 159   | 137   | 13    | 34    | 7        | 0        | 2        | 47    | 16    | 0     | 0        | 2     | 4     | 16    | 3     | 0     | 34    | 2        | .248  | .318     | .343     | .662  |
| NPB：8年 | NPB：8年 | 961   | 3810  | 3182  | 475   | 762   | 99       | 4        | 246      | 1607  | 562   | 26    | 13       | 0     | 32    | 565   | 47    | 31    | 719   | 61       | .239  | .356     | .505     | .861  |

- 各年度の太字はリーグ最高

### タイトル
NPB
- 本塁打王：2回 （1974年、1976年）

### 表彰
NPB
- ベストナイン：1回 （1974年）
- ダイヤモンドグラブ賞：1回 （1973年）

### 記録
NPB初記録
- 初出場・初先発出場：1970年4月12日、対ロッテオリオンズ1回戦（東京スタジアム）、5番・一塁手として先発出場
- 初安打・初本塁打・初打点：同上、7回表に木樽正明からソロ

NPB節目の記録
- 100本塁打：1972年10月9日、対東映フライヤーズ26回戦（大阪スタヂアム）、6回裏に金田留広から中越3ラン　※史上73人目（外国人選手9人目）
- 150本塁打：1974年7月5日、対阪急ブレーブス後期1回戦（日本生命球場）、5回裏に山田久志から右中間へ3ラン　※史上38人目（外国人選手4人目）
- 200本塁打：1976年4月8日、対南海ホークス前期2回戦（大阪スタヂアム）、2回表に山内新一から右越先制ソロ　※史上23人目

NPBその他の記録
- オールスターゲーム出場：1回 （1972年）

### 背番号
- 27 （1967年）
- 29 （1968年）
- 4 （1970年 - 1973年）
- 42 （1974年 - 1977年）
- 54 （1989年）
- 28 （1990年、1992年 - 2001年）
- 38 （1991年）